# Terrorabwehr in Israel

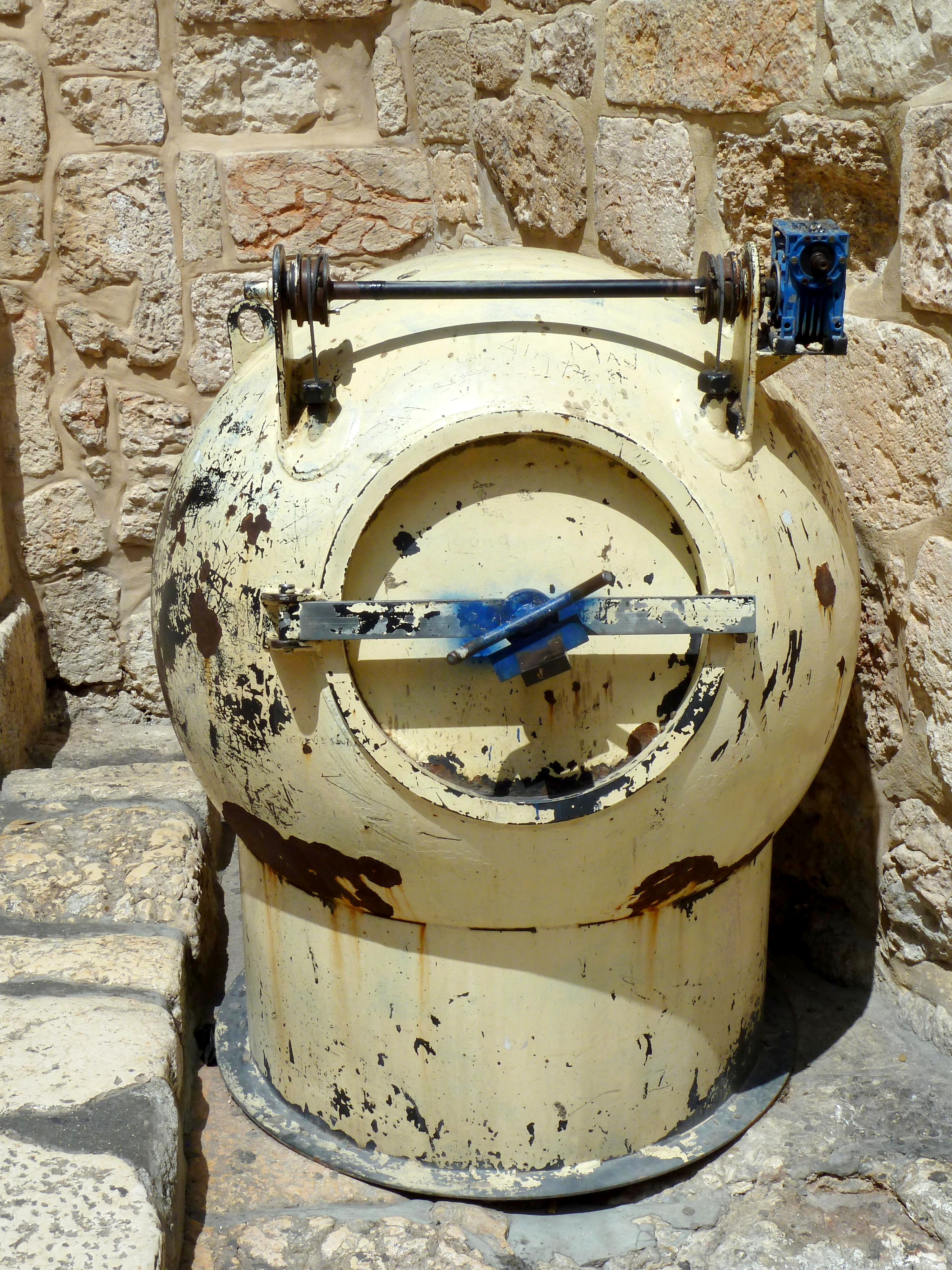
Gepanzerter Sprengbehälter der Antiterroreinheit für sprengstoffverdächtige Gegenstände; hier: an der Grabeskirche in Jerusalem.

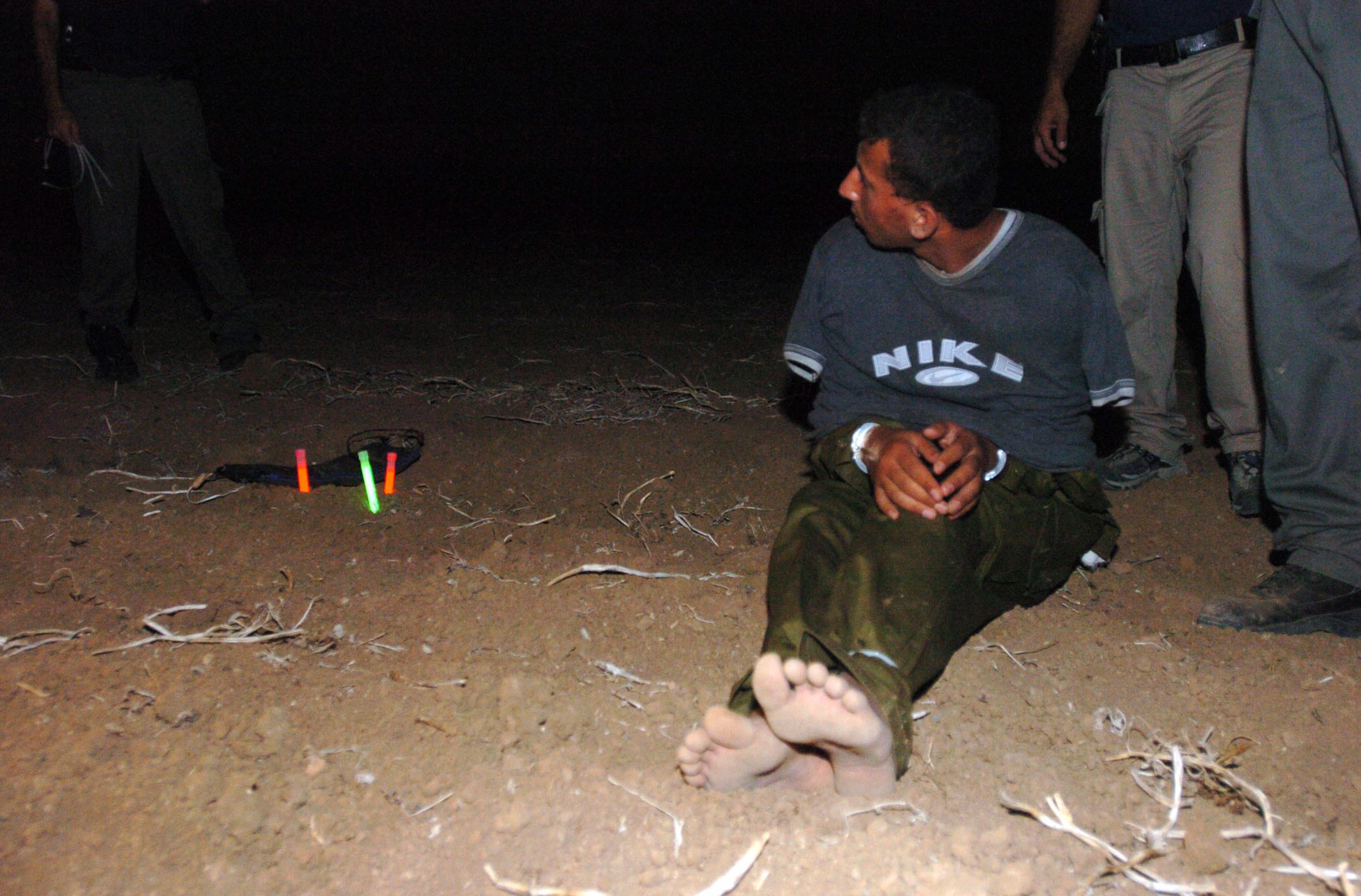
Im Gazastreifen durch die Antiterroreinheit gefasster Selbstmordattentäter. Links im Bild sein Sprengstoffgürtel.

Zur Terrorabwehr in Israel haben die israelischen Verteidigungsstreitkräfte (IDF) eine Reihe von Spezialeinheiten gebildet.

## Hintergrund
Die Israelische Botschaft in Berlin berichtet, dass seit dem jüdischen Neujahr 5776 (13. September 2015) bis 22. April 2018 65 Zivilisten bei Terroranschlägen getötet (darunter ein Palästinenser, zwei US-Amerikaner, ein Eritreer und eine britische Studentin) und 933 verwundet wurden (darunter Palästinenser, die nicht mit den Vorfällen in Zusammenhang standen).
Insgesamt gab es allein im genannten Zeitraum von zweieinhalb Jahren:
- 193 tatsächlich ausgeführte und 142 versuchte Messerangriffe
- 182 Angriffe mit Schusswaffen
- 64 Angriffe mit Fahrzeugen
- einen Bombenanschlag auf einen Bus (18. April 2016).[3]

Seit 30. März 2018 werden von einer Gruppe von Hamas-Aktivisten namens Abna al-Zouari („Söhne al-Zouaris“, benannt nach dem Luftfahrtingenieur Muhammad al-Zouari) und ihren Unterstützern in großem Stil hergestellte sogenannte Feuerdrachen eingesetzt, Drachen, an denen Granaten oder andere unkonventionelle Spreng- und Brandvorrichtungen befestigt sind. Hinzu kommen Heliumballons (die weiter fliegen können), an denen Sprengkörper wie Molotowcocktails oder Rohrbomben angebracht sind, die von Handys aus gezündet werden, sobald sie sich in der Nähe von IDF-Truppen befinden. Seit Beginn sind mehr als 800 Feuerdrachen entsandt worden, über 400 davon wurden von den Abwehreinheiten der IDF abgefangen. Israel versucht mit Hilfe von Drohnen die Feuerdrachen zu neutralisieren, was angesichts der Menge ein schwieriges Unterfangen ist.
Die Anschläge werden von folgenden Organisationen durchgeführt:
- Hamas
- Al-Dschihad
- Ansar Bayt al-Maqdis
- Popular Resistance Committees
- Abdullah-Azzam-Brigaden
- Mujahedeen Shura Council im Umfeld von Jerusalem
- Liwa Ahrar al-Sunna
- Islamischer Staat
- Scheich Omar Hadid Brigade
- Ahfad al-Sahaba-Aknaf Bayt al-Maqdis
- Ma'sadat al-Mujahideen

## Aufbau der Antiterroreinheiten
Die israelischen Einheiten zur Terrorismusbekämpfung sind in drei Arten von Einheiten unterteilt, in die  Übernahmeeinheiten, die Gefechtseinheiten und die Unterstützungseinheiten.

### Übernahmeeinheiten

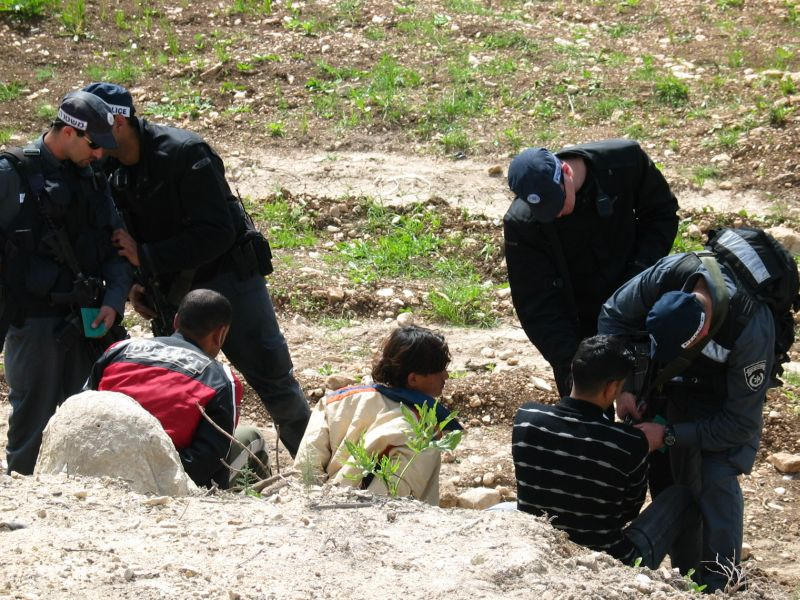
Die Einheit JAMAM bei einer Festnahme nach dem Fund von Sprengstoff in einem Fahrzeug

Übernahmeeinheiten sind diejenigen Einheiten, die in den meisten Fällen primär den eigentlichen Rettungs- beziehungsweise Befreiungsversuch durchführen. Es sind mindestens zwei Einheiten in ständiger Alarmbereitschaft. Hierzu gehören:
- Die Einheit JAMAM (hebräisch ימ"מ) ist eine paramilitärische Spezialeinheit der israelischen Grenzpolizei Magav mit dem Einsatzschwerpunkt Antiterrorkampf. Ihr Einsatz ist auf das Inland beschränkt.
- Die Einheit LOTAR Eilat (hebräisch לוט”ר אילת), Einheit 7707, ist eine Spezialeinheit deren Aufgabe es ist, die Sicherheit der Bewohner und Touristen von Eilat vor Terrorismus zu schützen.
- Die Sajeret Matkal (hebräisch סיירת מטכ״ל, „Späher des Generalstabes“;  Einheit 269) ist eine Spezialeinheit mit dem Einsatzschwerpunkt Terrorismusbekämpfung und nachrichtendienstliche Aufklärung. Sie ist auch für Auslandseinsätze zur Terrorabwehr und Geiselbefreiung zuständig.
- Die Kommandokompanie der Schajetet 13 (hebräisch שַׁיֶּטֶת 13, deutsch Flottille 13) ist auf den maritimen Antiterrorkampf und Geiselbefreiung – vorwiegend im Ausland – spezialisiert.

### Gefechtseinheiten

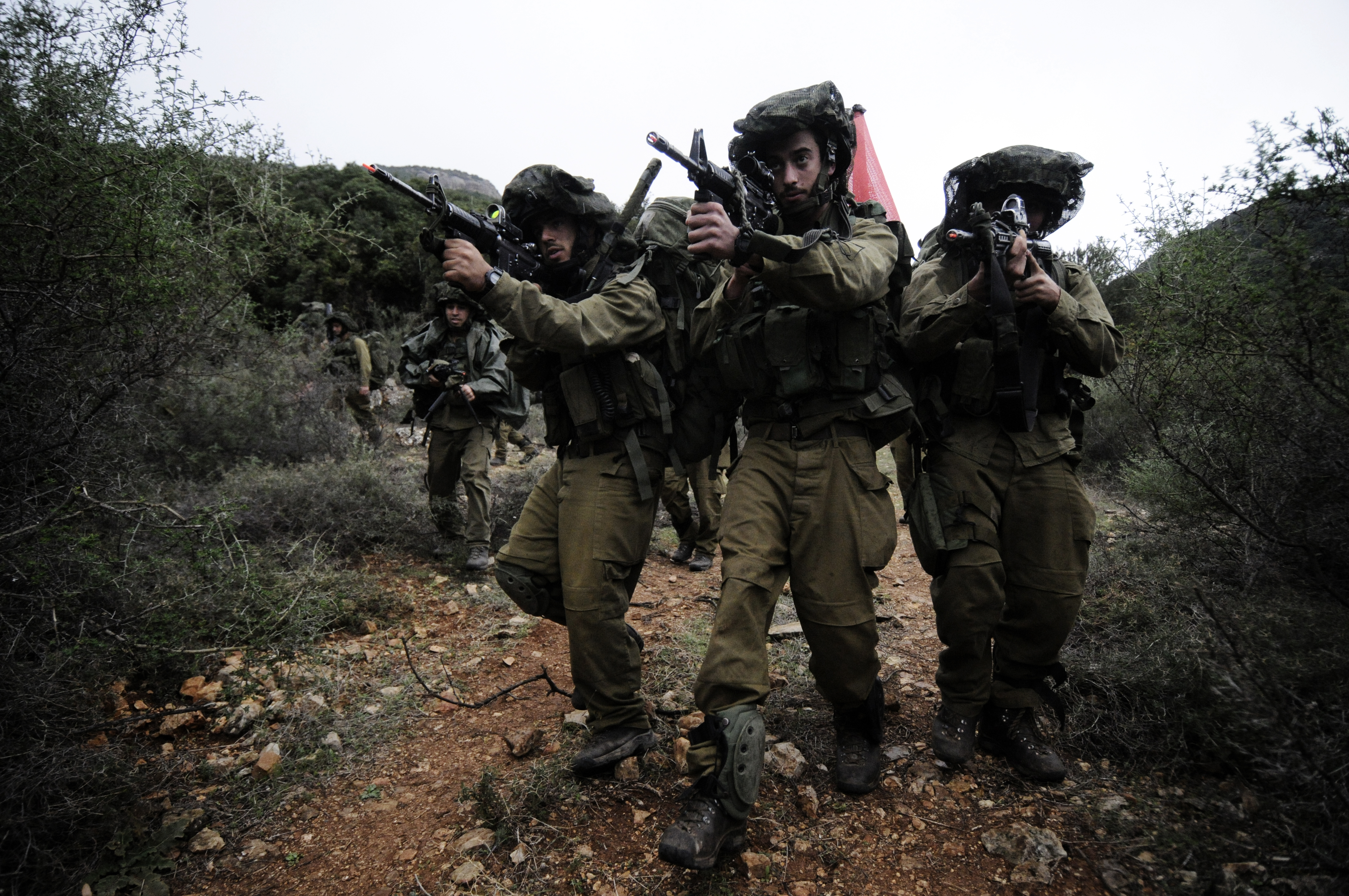
Angehörige der Aufklärungseinheit PALSAR Givati beim Training.

Die Aufgabe der Gefechtseinheiten ist es, die Gefechtszone abzusichern, Informationen zu sammeln und darauf zu warten, dass die vorgesehene Übernahmeeinheit eintrifft. Es ist mindestens jeweils eine Einheit in ständiger Alarmbereitschaft. Gefechtsverbände dürfen nur dann einen Rettungs- beziehungsweise Geiselbefreiungsversuch durchführen, wenn die Terroristen beginnen, Geiseln zu töten. Andernfalls müssen sie warten, bis die vorgesehene Übernahmeeinheit eintrifft. Die Einheiten sind den geografischen Kommandos unterstellt.
- Israelisches Nordkommando:
  - PALSAR Golani
- Israelisches Zentralkommando:
  - PALSAR Tzanhanim
  - PALSAR NAHAL
  - Jechidat Duvdevan
- Israelisches Südkommando:
  - PALSAR Givati

### Unterstützungseinheiten

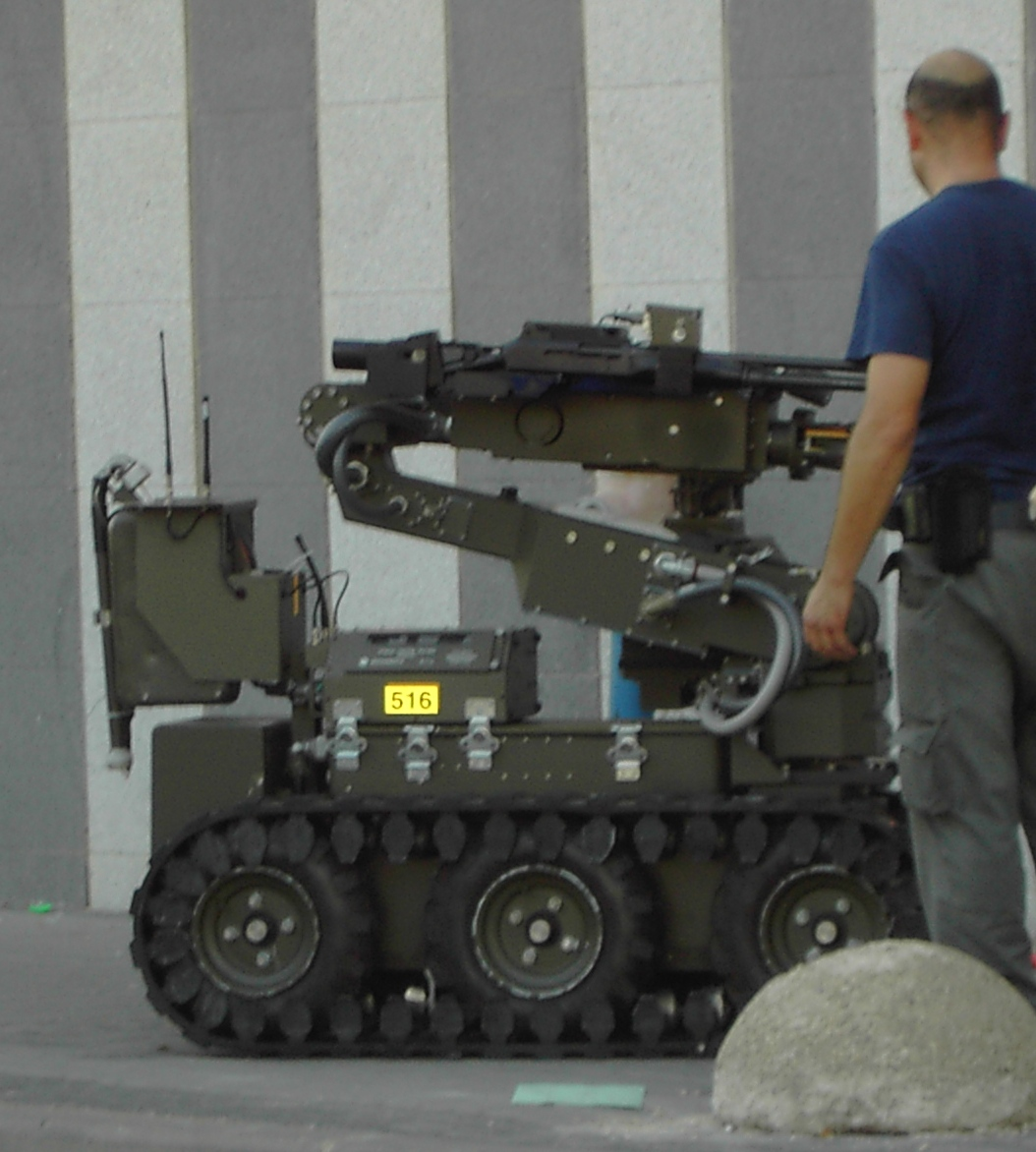
Bombenentschärfungsroboter der israelischen Polizei bei einem Einsatz vor einem Supermarkt in Afula, September 2006

Unterstützende Einheiten sind diejenigen Einheiten, die den Gefechts- und Übernahmeeinheiten bei ihren Terrorabwehreinsätzen helfen. Es ist jeweils mindestens eine der folgenden Einheiten in ständiger Alarmbereitschaft.
- Attack Palga – diese Abteilung gehört zur Oketz-Einheit (hebräisch יחידת עוקץ, Einheit 7142), der IDF Hundekampfeinheit. Attack Palga setzt speziell ausgebildete Kampfhunde gegen Terroristen und Entführer ein.
- Ein Team der Schahaf-Einheit (Einheit 869), einem Feldaufklärungsbataillon der Fernbeobachtungs- und Geheimdienstabteilung der IDF, ist fest mit Sajeret Matkal (Einheit 269) verbunden und unterstützt bei der Überwachung und Aufklärung in der Terrorzone vor und während der Rettungsaktion.
- Das TIBAM Team besteht aus Computerspezialitäten, die den Antiterror-Einheiten bei Bedarf dabei helfen, ein virtuelles  Modell des terroristischen Ziels zu erstellen.
- Die Einheit JACHSAP ist zuständig für die Entschärfung von Explosivstoffen.
- Die Einheit 5114 (Psagot-Bataillon) ist eine Einheit für elektronische Kriegsführung der IDF. Sie ist für die Funküberwachung in der von Terroristen besetzten Zone zuständig und stört, falls erforderlich, die ein- und ausgehende Funkübertragung der Terroristen.

## Ausbildung
Die Anti-Terror-Kampfschule der israelischen Verteidigungskräfte wurde als Einheit 707 im Jahr 1985 als integraler Bestandteil des damals neu gegründeten Mitkan Adam gegründet – der speziellen Schulungseinrichtung der  MAHAM (Einheit 7208).

## Israels Antiterrorinstrumente
Zu den wichtigsten Instrumenten zählen die Inhaftierung und Verhörtaktiken, um Terroristen zu neutralisieren. Wenn sich Terroristen einer Verhaftung entziehen, greift Israel zu gezielten Tötungen. Weitere Offensivtaktiken sind Hauszerstörungen und Ausweisungen von Verdächtigen. Checkpoints schränken die Mobilität der Terroristen ein. Sperranlage um den Gazastreifen und Sperranlagen am Westjordanland sind weitere defensive Elemente der Terrorbekämpfung und sind mit überlappenden Beobachtungsposten und ferngesteuerten Waffensystemen ausgestattet. Weitere Maßnahmen des Bevölkerungsschutzes umfassen die Panzerung von Bussen und Krankenwägen, die durch problematische Gebiete fahren. Kindergärten, Schulen, Einkaufszentren sowie öffentliche Gebäude werden von bewaffnetem Sicherheitspersonal beschützt.

## Erfolge (Auswahl)
Nach Angaben von Nadav Argaman (57), Chef des israelischen Geheimdienstes Schin Bet wurden im Jahr 2017 in Israel 400 geplante Terroranschläge verhindert, darunter 107 versuchte Selbstmord-Attentate und acht geplante Entführungen. Gleichzeitig konnten 54 Anschläge nicht vereitelt werden. 2016 waren es 108 nicht verhinderte Attentate.
Israel hat nach Angaben von Ministerpräsident Benjamin Netanjahu in der Vergangenheit dabei geholfen, Dutzende schwerer Terroranschläge auch in Europa zu verhindern. Der israelische Geheimdienst habe entsprechende Informationen weitergegeben, die auf die zivile Luftfahrt abzielten.
Die Einheit 8200 der israelischen Armee, einem Geheimdienst, der Informationen aus der elektronischen Kommunikation sammelt und auswertet, konnte einen Terroranschlag auf einen Flug aus Australien, den der Islamische Staat im Sommer 2017 geplant hatte, vereiteln.
Mitte Juni 2018 hat der israelische Sicherheitsdienst veröffentlicht, dass er in den letzten Monaten eine besonders große und aktive Terrorzelle aufgedeckt habe. Der Gruppe gehörten 20 Terroristen an, die alle Ende April im Rahmen einer gemeinsamen Operation des Sicherheitsdienstes und der israelischen Armee festgenommen wurden. Die Terrorgruppe war seit Ende Oktober 2017 aktiv. Die meiste Mitglieder gehörten der Hamas an. Einige von ihnen hatten sehr viel Erfahrung mit terroristischen Operationen und der Produktion von Sprengstoffen. Geplant waren unter anderem ein Bombenanschlag in Tel Aviv, ein Selbstmordanschlag in Jerusalem und mehrere Anschläge in Samaria.
In den Jahren 2016–2019 soll Israels Geheimdienst Mossad und der Militärische Abwehrdienst 50 geplante Terrorattacken, die der Terrororganisation  IS zugerechnet werden, verhindert haben. An 20 Staaten erfolgten durch die Dienste entsprechende Warnungen. Allein zwölf geplante Anschläge sollten in der Türkei erfolgen.